# Markus Hoelgaard
Markus Hoelgaard (Stavanger, 4 de octubre de 1994) es un ciclista noruego miembro del equipo Lidl-Trek. Su hermano Daniel también fue ciclista profesional.

## Palmarés
2017
- 1 etapa del Circuito de las Ardenas
- 1 etapa del Tour de Alsacia

2019
- 1 etapa de la Arctic Race de Noruega[1]

2021
- 1 etapa de la Arctic Race de Noruega

2024
- Campeonato de Noruega en Ruta
- 1 etapa del Tour de Valonia
- Tour de Lovaina-Memorial Jef Scherens

## Resultados en Grandes Vueltas y Campeonatos del Mundo
| Carrera         | Carrera         | 2013 | 2014 | 2015 | 2016 | 2017 | 2018 | 2019 | 2020 | 2021 | 2022 | 2023 | 2024 | 2025 |
| --------------- | --------------- | ---- | ---- | ---- | ---- | ---- | ---- | ---- | ---- | ---- | ---- | ---- | ---- | ---- |
|                 | Giro de Italia  | —    | —    | —    | —    | —    | —    | —    | —    | —    | —    | —    | ―    | —    |
|                 | Tour de Francia | —    | —    | —    | —    | —    | —    | —    | —    | —    | —    | —    | ―    | 64.º |
|                 | Vuelta a España | —    | —    | —    | —    | —    | —    | —    | —    | —    | —    | —    | ―    | —    |
| Mundial en Ruta | Mundial en Ruta | —    | —    | —    | —    | —    | Ab.  | —    | 36.º | 12.º | —    | —    | 14.º | —    |

—: no participa
Ab.: abandono

## Equipos
- Etixx (2013-2014)
- Team Coop (2015)
- Team Joker (2016-2018)
- Uno-X (2019-2021)
- Trek (2022-2023)
  - Trek-Segafredo (2022-2023)
  - Lidl-Trek (2023)
- Uno-X Mobility (2024-)